# تيتسويا تاكاهاشي (موسيقي)
تيتسويا تاكاهاشي (高橋哲也 تاكاهاشي تيتسويا) هو موسيقي ياباني ولد في 16 أبريل في محافظة كاناغاوا.

## أعماله في السينما الأمريكية
- ستارشيب تروبرز: خائن المريخ

## أعماله في السينما اليابانية
- خيميائي الفولاذ (بالتعاون مع ريجي كيتازاتو, يويا موري و كونيوكي موروهاشي)

## أعماله في الأنمي

### مسلسلات أنمي تلفزيونية
- آيرون مان
- وولفرين
- إكس-من
- بليد
- فايبرز كريد
- باك مان ومغامرات الأشباح (بالتعاون مع شوغو أونيشي, ريجي كيتازاتو, ناويوكي هوريكو, كونيوكي موروهاشي وماسافومي أوكوبو)

### أوفا أنمي
- هيلو ليجندز
- تو
- آيرون مان: صحوة تكنوفور
- ملفات المنتقمون السرية: الأرملة السوداء والمعاقب

### أفلام أنمي
- أبلسيد
- أبلسيد إكس ماكينا
- أبلسيد ألفا
- ريزدنت إيفل: ديجنريشن
- دراغون إيج: دون أوف ذا سيكر
- قرصان الفضاء كابتن هارلوك (فيلم 2013)

## وصلات خارجية
- تتسيا تاكاهاشي على موقع IMDb (الإنجليزية)
- تتسيا تاكاهاشي على موقع ميوزك برينز (الإنجليزية)
- تتسيا تاكاهاشي على موقع ديسكوغز (الإنجليزية)